# جام حذفی فوتبال کرواسی
 جام حذفی کرواسی  (به کروات: Hrvatski nogometni kup)، (به انگلیسی: Croatian Cup) جام حذفی فوتبال کشور کرواسی است که از ۱۹۹۲ تاکنون در این کشور برگزار می‌شود. این جام از ۴۸ تیم که از سراسر کرواسی در آن شرکت می‌کنند برگزار می‌شود.
باشگاه فوتبال دینامو زاگرب با ۱۶ قهرمانی پرافتخارترین این سری مسابقات به حساب می‌آید.

## موفق‌ترین باشگاه‌ها
| # | تیم           | قهرمانی |
| - | ------------- | ------- |
| ۱ | دینامو زاگرب  | ۱۶      |
| ۲ | هایدوک اسپلیت | ۸       |
| ۳ | رییکا         | ۶       |
| ۴ | اوسیک         | ۱       |
| ۴ | اینتر زاپرشیچ | ۱       |